# Schemmen
Schemmen ist eine Ortschaft in der Gemeinde Marienheide im Oberbergischen Kreis, Nordrhein-Westfalen, Deutschland.

## Lage und Beschreibung
Der Ort liegt etwa fünf Kilometer vom Marienheide und ungefähr zehn Kilometer von Gummersbach entfernt.
Der Ort ist eine kleine Dorfgemeinschaft von weniger als ungefähr 100 Bewohnern. Der Ort wird von Wald und Wiesen umgeben und bietet Anbindungen an Wanderwege.

## Freizeit
Durch kurze Wanderungen kann man die ungefähr einen Kilometer entfernte Bruchertalsperre erreichen.

### Vereinswesen
- Ortsgemeinschaft Schemmen
- Fussballclub Schemmen 04